# 喜荫花
喜荫花（学名：Episcia cupreata）为苦苣苔科喜荫花属下的一个种。